# Шевчук, Игорь Сергеевич
И́горь Серге́евич Шевчу́к (30 января 1953, Слуцк, Минская область, Белоруссия — 6 января 2011, Москва) — авиационный конструктор, Генеральный конструктор ОАО «Туполев», Заслуженный конструктор Российской Федерации, Почётный авиастроитель, лауреат Государственной премии Российской Федерации.

## Биография

Могила Шевчука на Новодевичьем кладбище Москвы.

Родился 30 января 1953 года в городе Слуцке Минской области (ныне Республика Беларусь).
Служил в ВВС — в 121 тбап, гарнизон Мачулищи Дальней авиации (1978—1980).
В 1977 окончил моторостроительный факультет Московского авиационного института.
С 1976 года работал в КБ Туполева. Разрабатывал конструкции, ведал вопросами прочности самолётов Ту-144, Ту-204, Ту-334, Ту-160, Ту-155 и др., вводил их в производство.
В 1994 году занял должность директора экспериментального завода ОАО «Туполев». В 1997 Совет директоров доверил Шевчуку пост Генерального директора предприятия.
С 1998 года был председателем Совета директоров предприятия, с 2001 года — президентом, генеральным конструктором ОАО «Туполев». 29 декабря 2010 года был освобожден от занимаемых должностей, в связи с неполадками в самолете ТУ-214ПУ, переданного в эксплуатацию администрации Президента РФ.
Скончался вечером 6 января 2011 года от острой сердечной недостаточности.
Похоронен на Новодевичьем кладбище Москвы 11 января 2011 года.

## Семья
Жена Римма Александровна, дочь Людмила, сын Дмитрий. Есть внук и внучка.

## Награды и звания
- Орден Почёта
- заслуженный конструктор России
- Почётный авиастроитель
- Государственная премия России в области науки и технологий 2003 года (за создание и внедрение в эксплуатацию семейства магистральных пассажирских самолетов на базе самолета Ту-204).
- Почётная грамота Кабинета Министров Украины (29 декабря 2003 года) — за весомый личный вклад в создание новой авиационной техники, многолетний добросовестный труд и высокий профессионализм[3].